# Pădurea Valea Cheii
Pădurea Valea Cheii este o arie naturală protejată de interes național ce corespunde categoriei a IV-a IUCN (rezervație naturală de tip mixt), situată în județul Vâlcea, pe teritoriul administrativ al orașului Băile Olănești.

## Localizare
Aria protejată cu o suprafață de 1,50 ha, se află în Munții Căpățânii, pe versantul drept al  Cheilor Cheii, în bazinul hidrografic superior al râului Cheia, la o altitudine cuprinsă între 900 și 1.300 m și este inclusă în Parcul Național Buila-Vânturarița.

## Descriere
Rezervația naturală declarată arie protejată prin Legea Nr.5 din 6 martie 2000 (privind aprobarea Planului de amenajare a teritoriului național - Secțiunea a III-a - zone protejate), reprezintă o zonă de importanță geologică (grohotișuri, stâncării, abrupturi calcaroase) și floristică, având scop de protecție pentru specii de arbori și plante ierboase.

## Floră

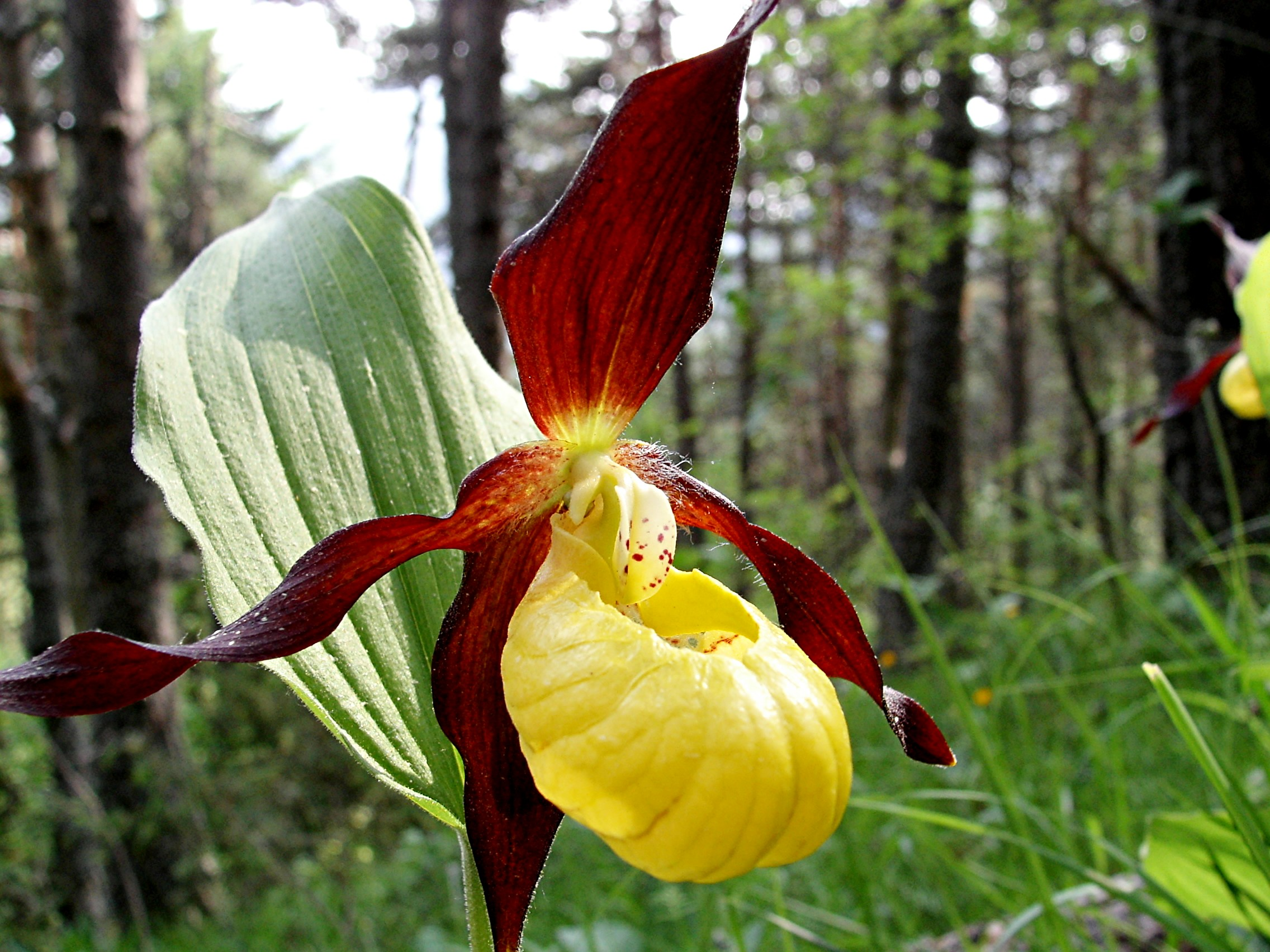
Papucul doamnei (Cypripedium calceolus)

Flora este reprezentată de specii arboricole, dintre care și cea de tisă (Taxus baccata) având statut de specie ocrotită. 
Printre speciile de plante rare ocrotite prin lege sunt întâlnite: floarea-reginei (Leontopodium alpinum Cass), papucul doamnei (Cypripedium calceolus), ghințură (Gentiana verna), clopoțel de munte (din specia Campanula serrata), tulichină (Daphne mezereum), iederă albă (Daphne blagayana) sau ciucușoară de munte (Alyssum repens).
La nivelul ierburilor vegetează mai multe specii de plante endematice, dintre care: garofiță (din specia Dianthus spiculifolius), in galben (Linum uninerve) sau luntricică (Oxytropis carpatica);).